# Dieter Krüger (Historiker)
Dieter Krüger (* 8. Februar 1953 in Konstanz) ist ein deutscher Zeithistoriker und Archivar. Er war Mitarbeiter im Zentrum für Militärgeschichte und Sozialwissenschaften der Bundeswehr (ZMSBw) und lehrt als außerplanmäßiger Professor Zeitgeschichte an der Universität Potsdam.

## Leben
Krüger studierte von 1972 bis 1981 Geschichte, Politikwissenschaft, Pädagogik und Philosophie an der Philipps-Universität Marburg und von 1981 bis 1984 als Stipendiat am Europäischen Hochschulinstitut in Florenz. 1977 legte er das erste Staatsexamen für das höhere Lehramt ab. Er wurde 1981 bei Gerd Hardach und Theo Schiller am Fachbereich Geschichtswissenschaft der Universität Marburg mit einer Studie über die Sozialwissenschaften im Kaiserreich zum Dr. phil. promoviert.
Von 1984 bis 1986 war er Staatsarchivreferendar in Detmold. 1986 legte er die archivarische Staatsprüfung ab. Von 1987 bis 1993 war er Referatsleiter an der Abteilung Militärarchiv des Bundesarchives in Freiburg im Breisgau. Dort war er für die Übernahme, Verzeichnung und Benutzung von Akten der Bundeswehr zuständig. 1993/94 war er Leiter des Bundesarchiv-Zwischenarchivs in Dahlwitz-Hoppegarten. Für das Bundesarchiv leitete er von 1994 bis 1996 die Überführung des ehemaligen Berlin Document Center in das Bundesarchiv. Anfängliche Befürchtungen amerikanischer Historiker und Verbände, der Übergang werde mit schlechteren Zugangsmöglichkeiten zu den personenbezogenen Unterlagen aus dem Dritten Reich einhergehen, bewahrheiteten sich nicht. 1997 wechselte Krüger als wissenschaftlicher Mitarbeiter an das damals so genannte Militärgeschichtliche Forschungsamt (MGFA) in Potsdam. Hier war er als Projektleiter für die Geschichte der Nordatlantischen Allianz und der Warschauer Vertragsorganisation zuständig und betreute die Schriftenreihe „Anfänge und Entwicklung der Atlantischen Allianz“ des ehemaligen MGFA. Seit 2014 leitete er die Abteilung Einsatz des ZMSBw mit der Zuständigkeit für die Geschichte der Auslandseinsätze der Bundeswehr, deren sozialwissenschaftliche Begleitung, deren Dokumentation und für neueste Militärgeschichte. Er führte zuletzt die Amtsbezeichnung Leitender Wissenschaftlicher Direktor. Im Oktober 2018 wurde er pensioniert.
Nach Lehraufträgen (seit 2005) an den Universitäten Potsdam, Halle und München (Bundeswehr) habilitierte er sich 2007 für Zeitgeschichte mit einer Studie zur europäischen Integration an der Universität Halle und wurde Privatdozent am dortigen Institut für Geschichte. Seit der Umhabilitation lehrt er an der Professur für Militärgeschichte/Kulturgeschichte der Gewalt (Sönke Neitzel, vormals Bernhard R. Kroener) am Historischen Institut der Universität Potsdam.
Überdies war er bis 2021 Mitglied des Wissenschaftlichen Beirats der Point Alpha Stiftung und ist Mitglied im Verband der Historiker und Historikerinnen Deutschlands.
Krüger veröffentlichte Studien zur Geschichte der Sozialwissenschaft und Sozialpolitik im späten Kaiserreich und der Weimarer Republik, des Versicherungs- und Bankenwesens nach 1945, der Wiederbewaffnung Westdeutschlands und den deutschen Geheimdiensten nach 1945, der europäischen Integration, zur Nuklearstrategie, zur Nordatlantischen Allianz und zur Warschauer Vertragsorganisation, zu General Hans Speidel, zur Geschichte und Praxis des Archivwesens sowie zum Archivrecht.

## Schriften (in Auswahl)

### Monografien
- Nationalökonomen im wilhelminischen Deutschland (= Kritische Studien zur Geschichtswissenschaft. Bd. 58). Vandenhoeck und Ruprecht, Göttingen 1983, ISBN 3-525-35717-6 (Dissertation Universität Marburg 1981, unter dem Titel: Deutsche Nationalökonomen in Politik und Gesellschaft des späten Kaiserreichs 1900–1918).
- Das Amt Blank. Die schwierige Gründung des Bundesministeriums für Verteidigung (= Einzelschriften zur Militärgeschichte. Bd. 38). Rombach, Freiburg im Breisgau 1993, ISBN 3-7930-0198-9.
- Sicherheit durch Integration? Die wirtschaftliche und politische Zusammenarbeit Westeuropas 1947 bis 1957/58 (= Entstehung und Probleme des Atlantischen Bündnisses. Bd. 6). Oldenbourg, München 2003, ISBN 3-486-56759-4.
- Brennender Enzian. Die Operationsplanung der NATO für Österreich und Norditalien 1951 bis 1960 (= Einzelschriften zur Militärgeschichte. Bd. 46). Rombach, Freiburg im Breisgau 2010, ISBN 978-3-7930-9626-9.
- Am Abgrund? Das Zeitalter der Bündnisse: Nordatlantische Allianz und Warschauer Pakt 1947 bis 1991 (= Schriftenreihe Point Alpha. Bd. 1). Parzeller, Fulda 2013, ISBN 978-3-7900-0459-5.
- Hans Speidel und Ernst Jünger. Freundschaft und Geschichtspolitik im Zeichen der Weltkriege. Hrsg. vom Zentrum für Militärgeschichte und Sozialwissenschaften der Bundeswehr, Ferdinand Schöningh, Paderborn 2016, ISBN 978-3-506-78567-1.
- Das Stinnes-Legien-Abkommen 1918–1924. Voraussetzungen, Entstehung, Umsetzung und Bedeutung. Hrsg. von Gesamtmetall – Gesamtverband der Arbeitgeberverbände der Metall- und Elektro-Industrie e. V., Duncker & Humblot, Berlin 2018, ISBN 978-3-42815-490-6.
- Verständigung mit Frankreich: Das vergebliche Plädoyer des Oberst Dr. Hans Speidel – Paris 1940–1942, Carola Hartmann Miles, Berlin 2021, ISBN 978-3-96776-027-9.

### Herausgeberschaften/Bearbeitungen
- (Bearb.): Dienststellen zur Vorbereitung eines westdeutschen Verteidigungsbeitrages (= Findbücher zu Beständen des Bundesarchivs. Bd. 40). Bestand BW 9, 2 Teilbände, Koblenz 1992.
- (Hrsg. mit Armin Wagner): Konspiration als Beruf. Deutsche Geheimdienstchefs im Kalten Krieg. Links, Berlin 2003, ISBN 3-86153-287-5.
- Vojtech Mastny und Gustav Schmidt: Konfrontationsmuster des Kalten Krieges. 1946 bis 1956 (= Entstehung und Probleme des Atlantischen Bündnisses. Bd. 3). Im Auftrag des Militärgeschichtlichen Forschungsamtes hrsg. mit Norbert Wiggershaus, Oldenbourg, München 2003, ISBN 3-486-56732-2.
- (Hrsg. mit Bernd Lemke, Heinz Rebhan, Wolfgang Schmidt): Die Luftwaffe 1950 bis 1970. Konzeption, Aufbau, Integration (= Sicherheitspolitik und Streitkräfte der Bundesrepublik Deutschland, Band 2). Oldenbourg, München 2006, ISBN 978-3-486-57973-4.
- (Hrsg. mit Felix Schneider): Die Alpen im Kalten Krieg. Historischer Raum, Strategie und Sicherheitspolitik (= Beiträge zur Militärgeschichte. Bd. 71). Im Auftrag des MGFA und der Landesverteidigungsakademie, Oldenbourg, München 2012, ISBN 978-3-486-58817-0.
- (Hrsg. mit Jan Hoffenaar): Blueprints for Battle. Planning for War in Central Europe, 1948–1968. Englische Übersetzung herausgegeben von David T. Zabecki, University Press of Kentucky, Lexington 2012, ISBN 978-0-8131-3651-6.
- (Hrsg.): Schlachtfeld Fulda Gap. Strategien und Operationspläne der Bündnisse im Kalten Krieg (= Schriftenreihe Point Alpha. Bd. 2). Parzeller, 3. Aufl. Fulda 2017, ISBN 978-3-7900-0486-1.
- (Hrsg. mit Volker Bausch): Fulda Gap. Battlefield of the Cold War Alliances. (Teilübers. von David Dorondo, Lanham u. a.) Lexington Books, 2017.